# Dong Qichang
Dǒng Qíchāng (Provincia de Songjiang, 1555-1636) fue un pintor, calígrafo y crítico de arte chino de finales del período de la dinastía Ming. Como crítico de arte, tuvo una enorme influencia en lo que respecta a una cierta idea sobre la pintura culta, tanto en China como en Japón, al oponer de manera radical una cierta escuela del norte a una cierta escuela del sur. Sus concepciones no pudieron ponerse en cuestión hasta finales del siglo XX, cuando pudo hacerse un estudio sistemático de toda la historia de la pintura de los letrados (Literati), o Escuela del Sur (wenrenhua) a través de sus obras respectivas.

## Pintura
Su obra enfatiza en la expresionismo más que en el realismo artístico. Sin caer en la abstracción artística, rechazaba todo tipo de cursilería o sentimentalismo. Retomó elementos de la tradición de los maestros precedentes de la dinastía Yuan.

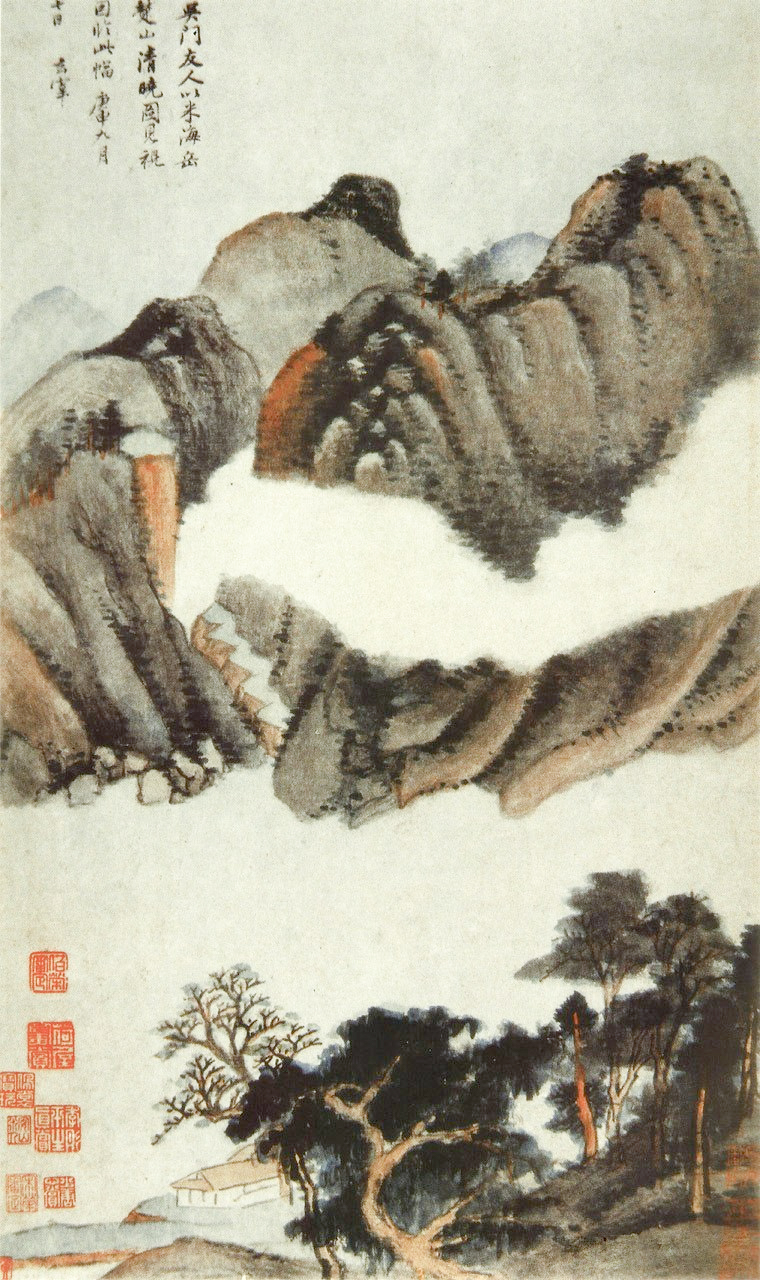
Ocho escenas otoñales. Tercera hoja de álbum. 1620. Tinta y colores sobre papel. 53,8 × 37,7cm. Shanghai Museum.

## Crítica de arte
Según Danielle Elisseeff, la clasificación norte/sur que propuso Dong Qichang no tenía ningún criterio geográfico ni histórico-artístico, sino que se basó en ciertos criterios que pertenecen al budismo Chan del primer milenio. A pesar de ello, generaciones enteras de pintores y estudiantes han usado sus argumentos para explicarse los dos polos entre los que oscila la pintura culta china y la cultura china en general.
[Según la clasificación de Dong Qichang:] Todo lo que es confuciano, serio, descriptivo y ligado a la práctica del estilo estricto (gongbi) pertenece a la escuela del Norte; y lo que pertenece a la expresión personal, al taoísmo, a la ensoñación, a las brumas, apoyándose en el estilo libre (xieyi) se clasifica en la escuela del Sur.
Es sólo a finales del siglo XX, momento a partir del cual comienza un importante trabajo en los archivos, cuando los historiadores del arte se atreven a denunciar las incoherencias y los prejuicios, a menudo paralizantes, de este sistema.
Danielle Elisseeff señala que el éxito de sus puntos de vista dañó el avance revolucionario que tuvieron en su tiempo los nuevos valores. En efecto, él dio prioridad a la persona, tanto en la creación como en la interpretación. Así pues, apoya a numerosos artistas que dieron reputación a la escuela (sur) de Suzhou: el coleccionista Wen Zhengming (1470-1559) y el erudito profesional Qiu Ying (finales del siglo XV-mediados del siglo XVI), entre otros. En su lógica, rechazó el romanticismo de los artistas (norte) de la dinastía de los Song del Sur y de sus herederos : Dai Jin (1388-1462) y la escuela de Zhe (Zhepai, por Zhejiang), los cuales finalmente sólo tuvieron reconocimiento fuera de China, en particular en Japón.
Su clasificación destacó a un número de artistas de la  "escuela del sur" : Wang Wei de la dinastía de los Tang; Jing Hao, Guantong, Dong Yuan y Juran del periodo de las Cinco Dinastías; Mi Fu y su seguidor Mi Youren de la dinastía Song; los cuatro maestros de la dinastía Yuan: Huang Gongwang, Wu Zhen, Ni Zan y Wang Meng.

## Carrera burocrática
Dong Qichang era hijo de un profesor y fue un niño precoz. Con tan sólo 12 años aprueba el examen del servicio civil y obtiene una plaza en la escuela de la prefectura. Sin embargo, su todavía torpe caligrafía le provocará problemas en el 'examen de entrada de la administración imperial. Se entrenó hasta convertirse en un calígrafo destacable, lo que le llevó a subir en la escala y a alcanzar el más alto grado del escalafón a los 35 años. Tuvo, sin embargo, una carrera muy agitada: en 1605, una manifestación de candidatos a los exámenes le obligó a retirarse de manera temporal. De igual manera, su casa fue incendiada por una turba después de que él hubiera pegado e insultado a una mujer que había venido a hacerle reproches.

## Obra

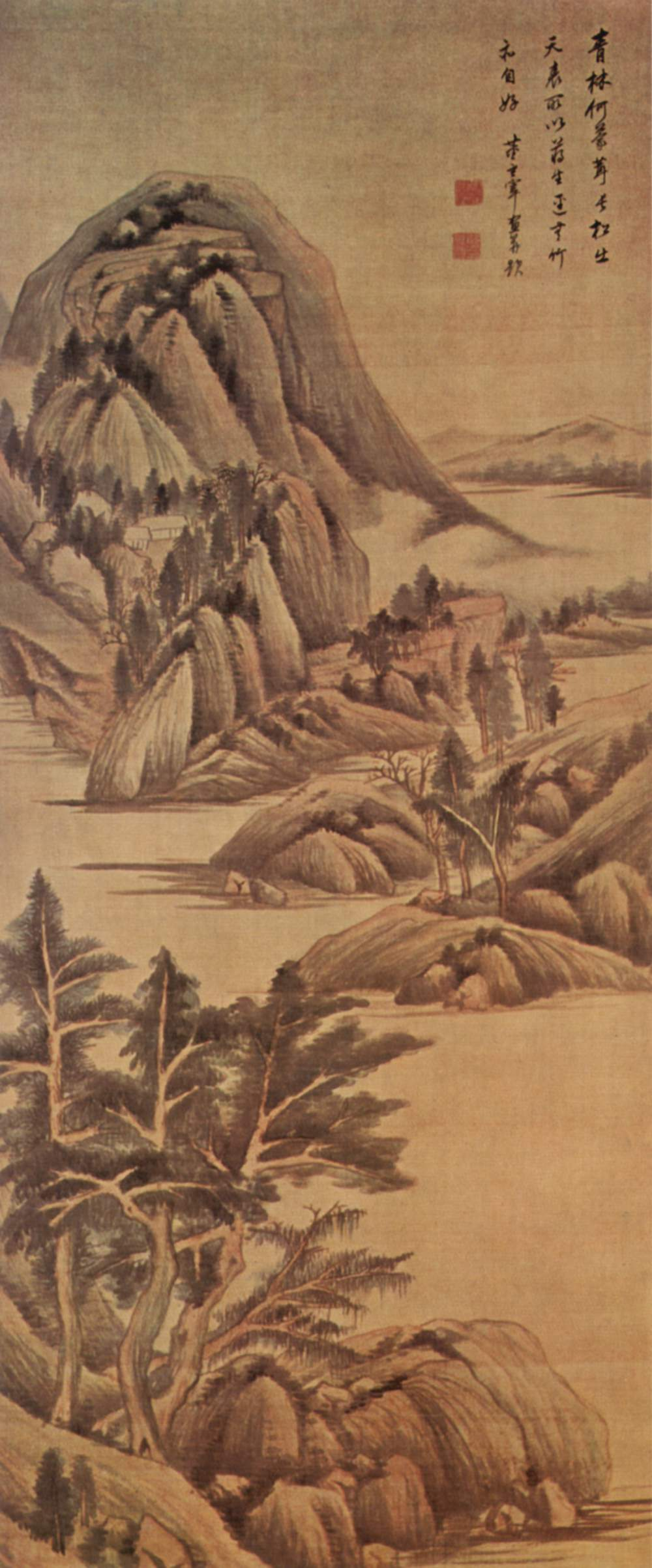
Paisaje otoñal. Rollo vertical, tinta y colores sobre seda, 142 × 60 cm. Colección privada.
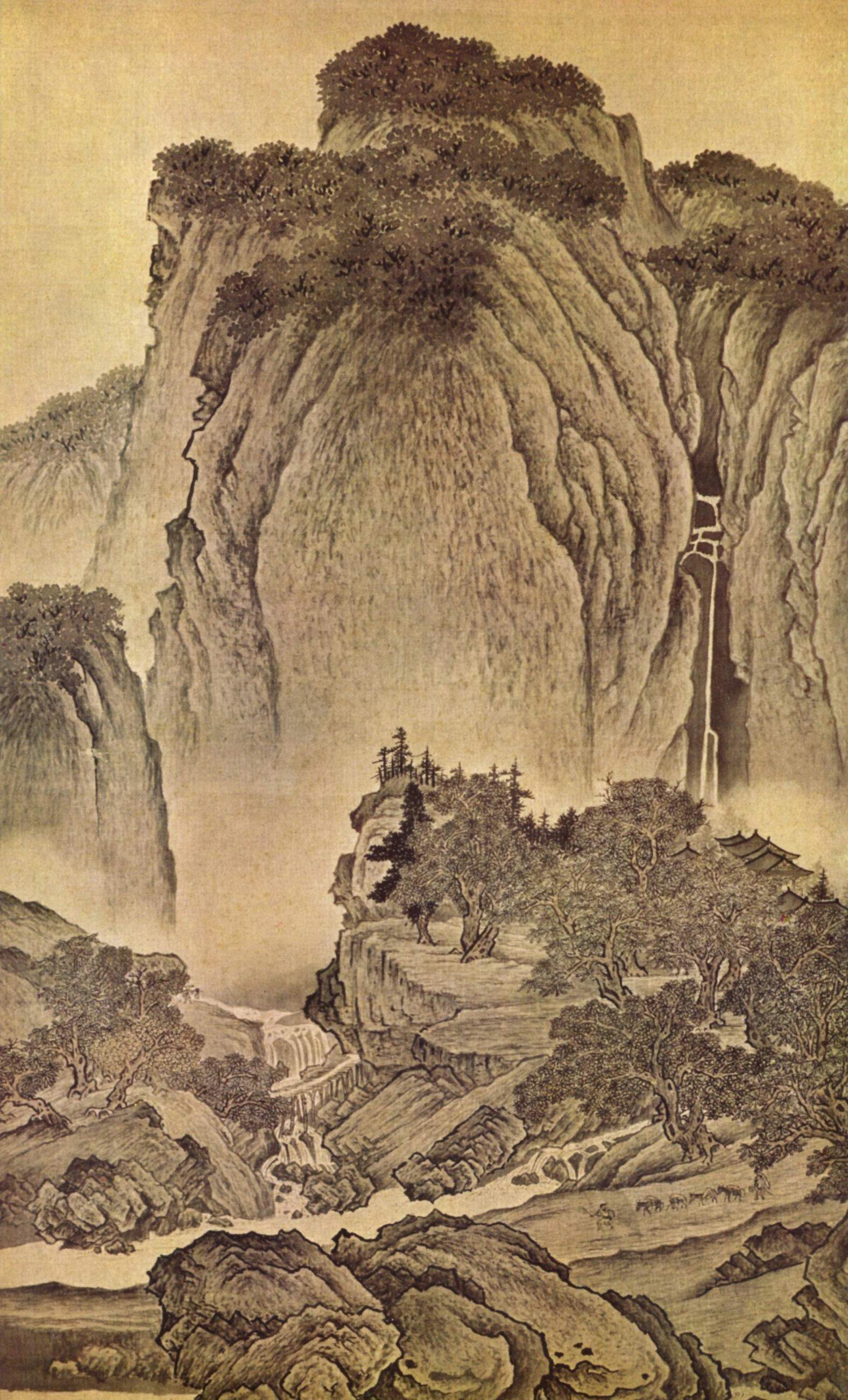
Viajeros en la montaña. Ca. 1600. Rollo vertical, tinta sobre seda, altura : 61cm. Taipéi: Museo Nacional del Palacio.
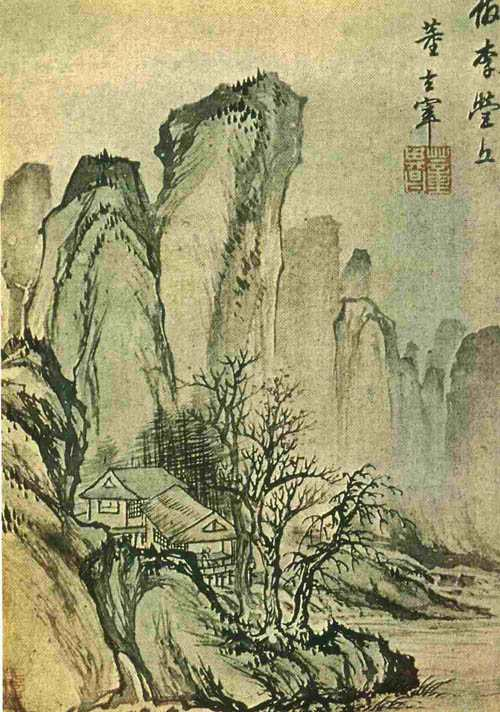
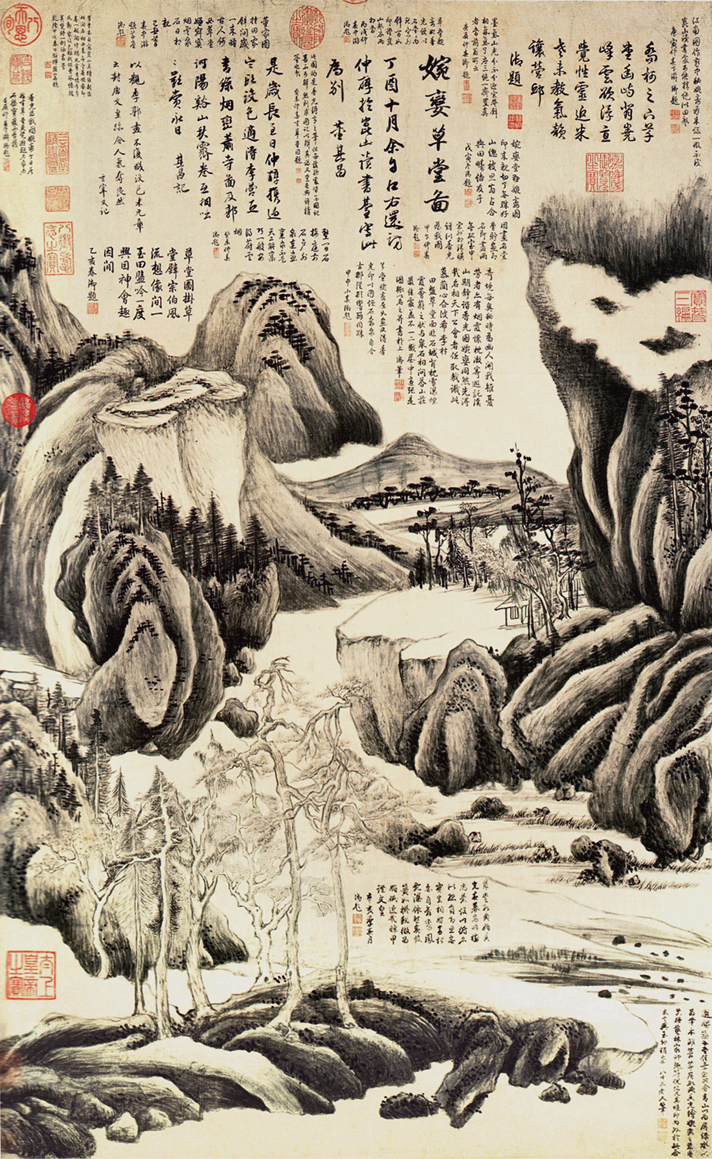
Cabaña en Wanluan (婉娈草堂图). 1597. Rollo vertical, tinta y colores ligeros sobre papel. Taipéi: Colección privada.
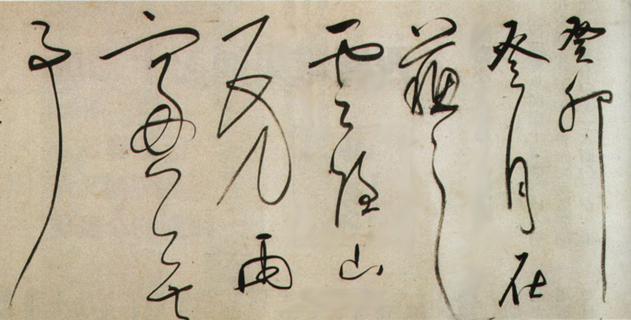
Caligrafía de cursive y semi-cursiva. 1603. Museo Nacional de Tokio.
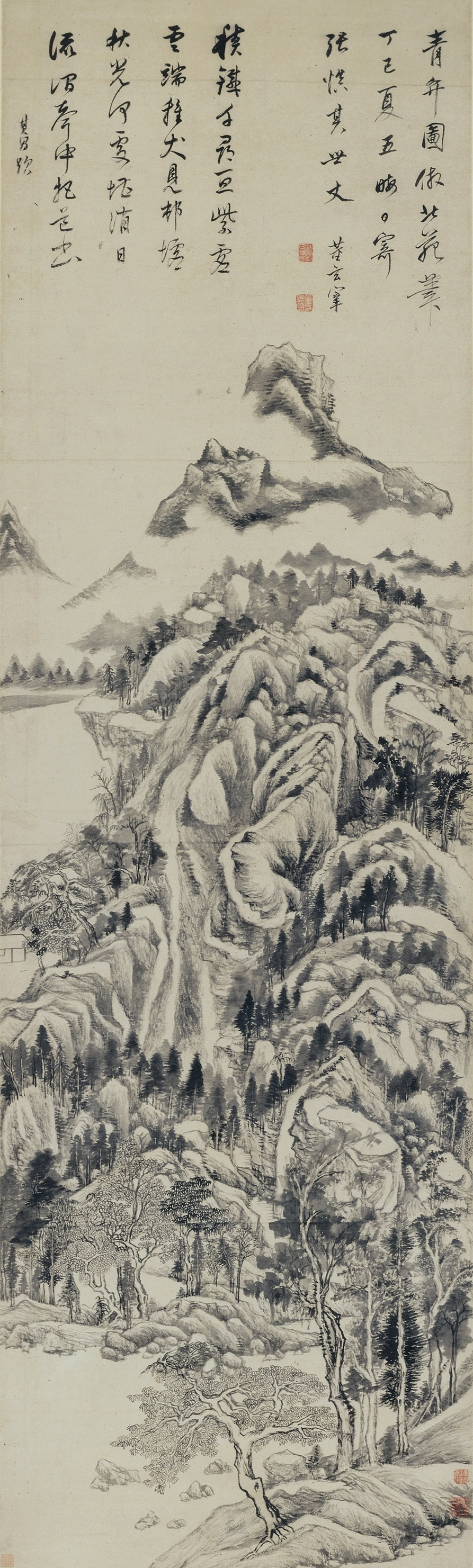
Los Montes Qingbian. 1617. Rollo vertical, tinta sobre papel, 224,50 × 67,20cm. Museo de Arte de Cleveland.
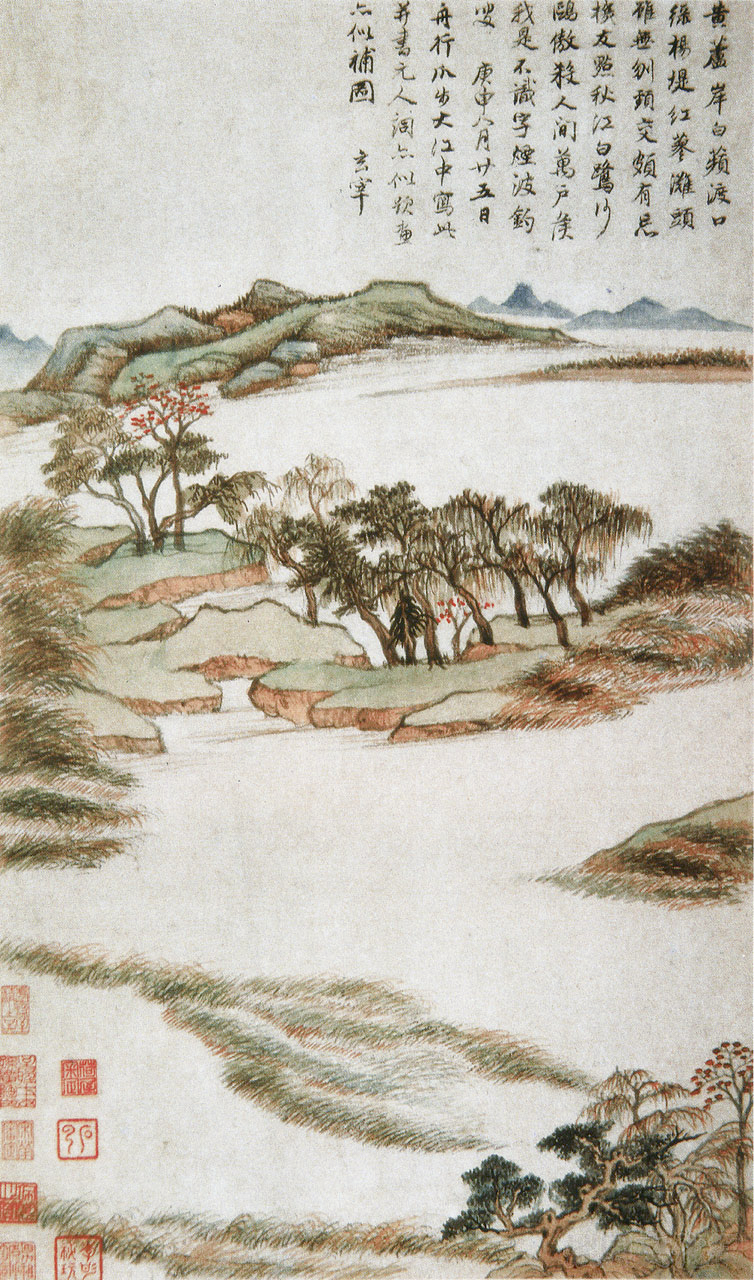
Ocho escenas otoñales. 1620. Primera hoja de álbum. Museo de Shanghái.
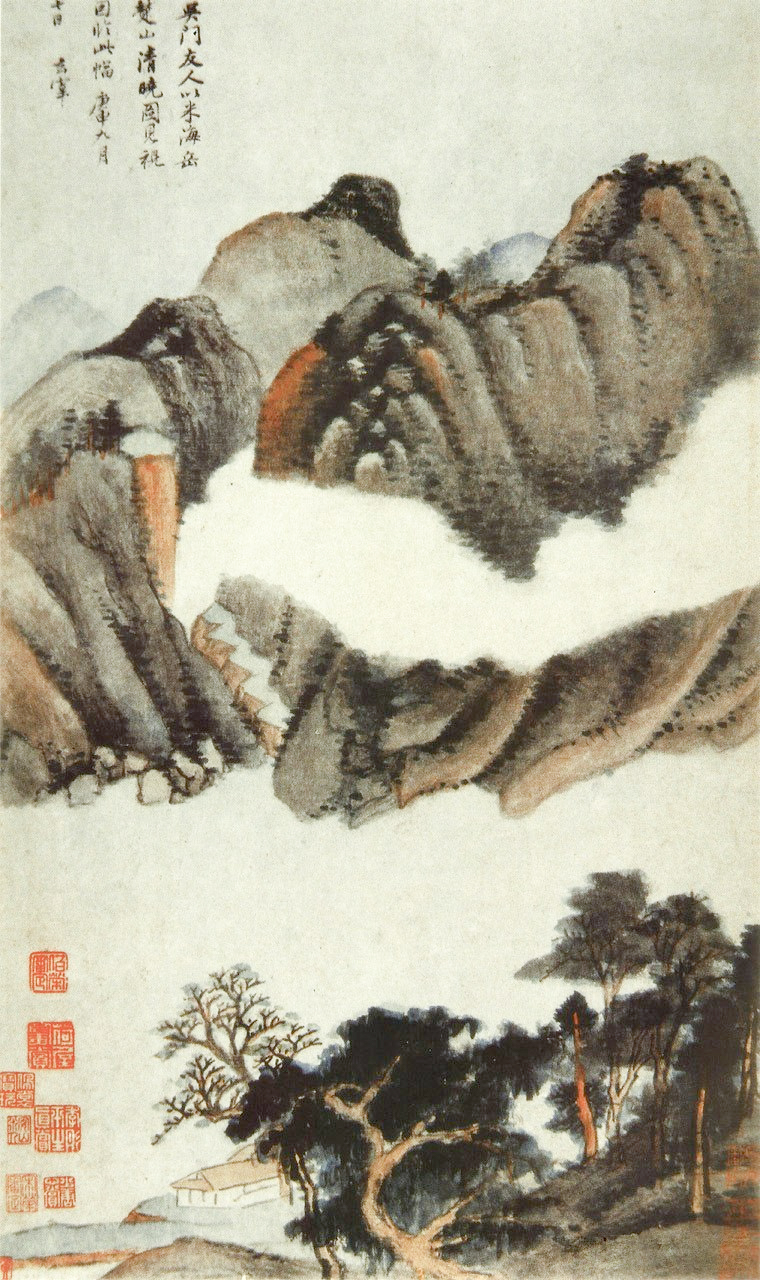
Ocho escenas otoñales. Tercera hoja de álbum. 1620. Tinta y colores sobre papel. 53,8 × 37,7cm. Museo de Shanghái.
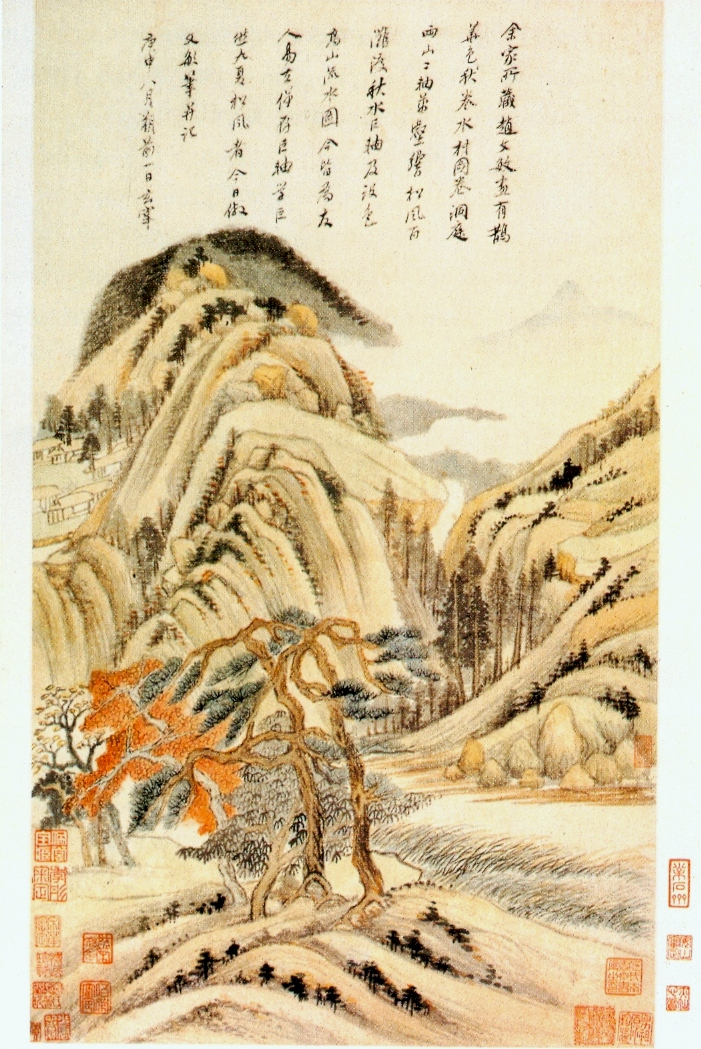
Ocho escenas otoñales. Cuarta hoja de álbum. 1620. Museo de Shanghái.
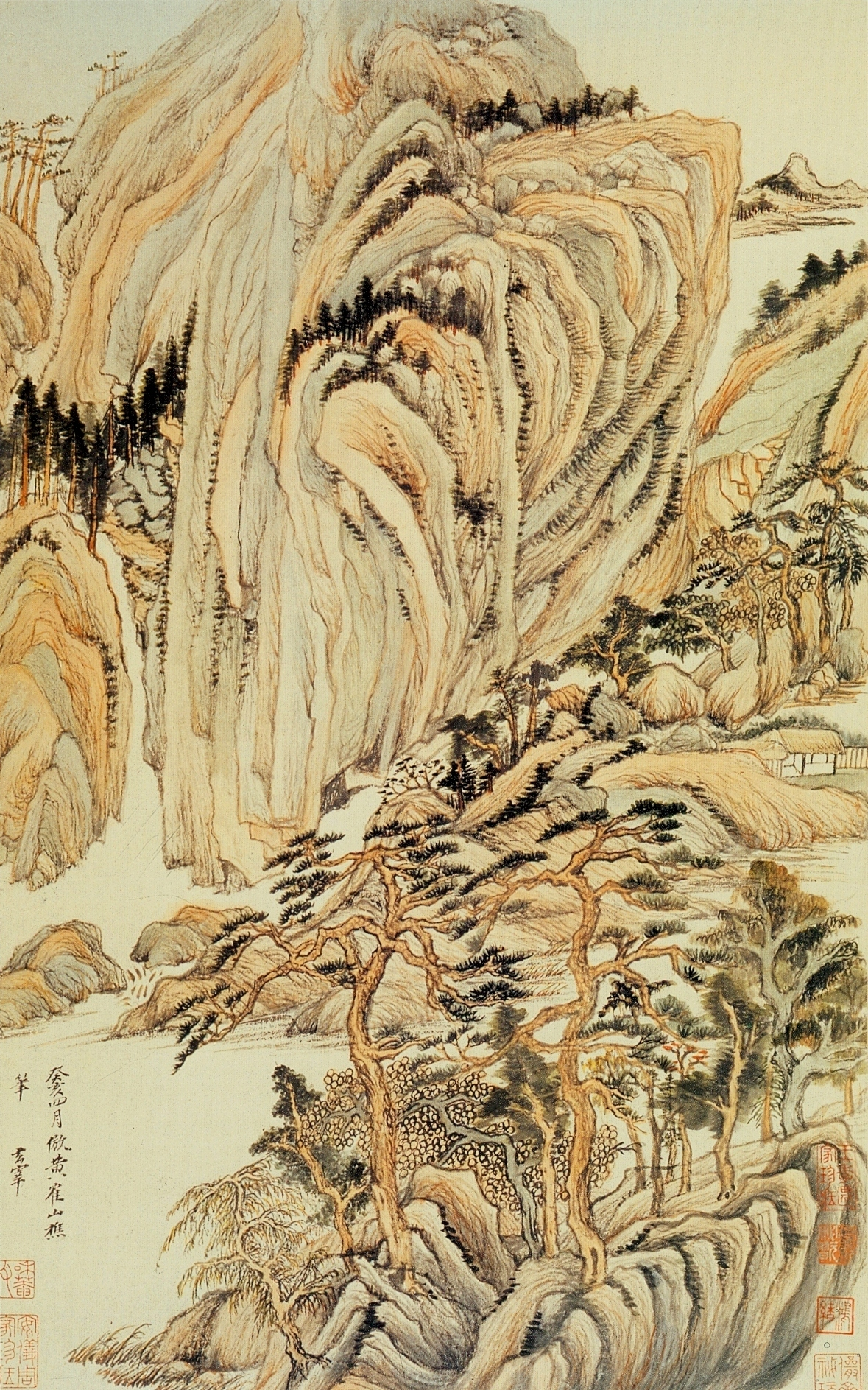
Paisaje a la manera de los maestros antiguos (Wang Wei). 1621-24. Hoja de álbum. Tinta y colores sobre papel, 56.2 × 36.2 cm. Kansas City: Museo Nelson-Atkins.
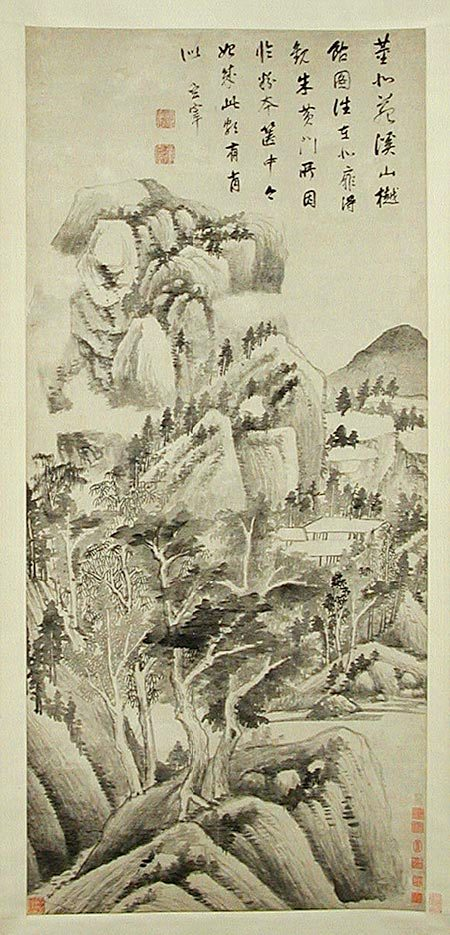
Casas en la sombra entre los montes y las corrientes. Ca. 1622–25. Rollo vertical, tinta sobre papel, 158.4 × 72.1 cm. Nueva York: Museo Metropolitano de Arte.
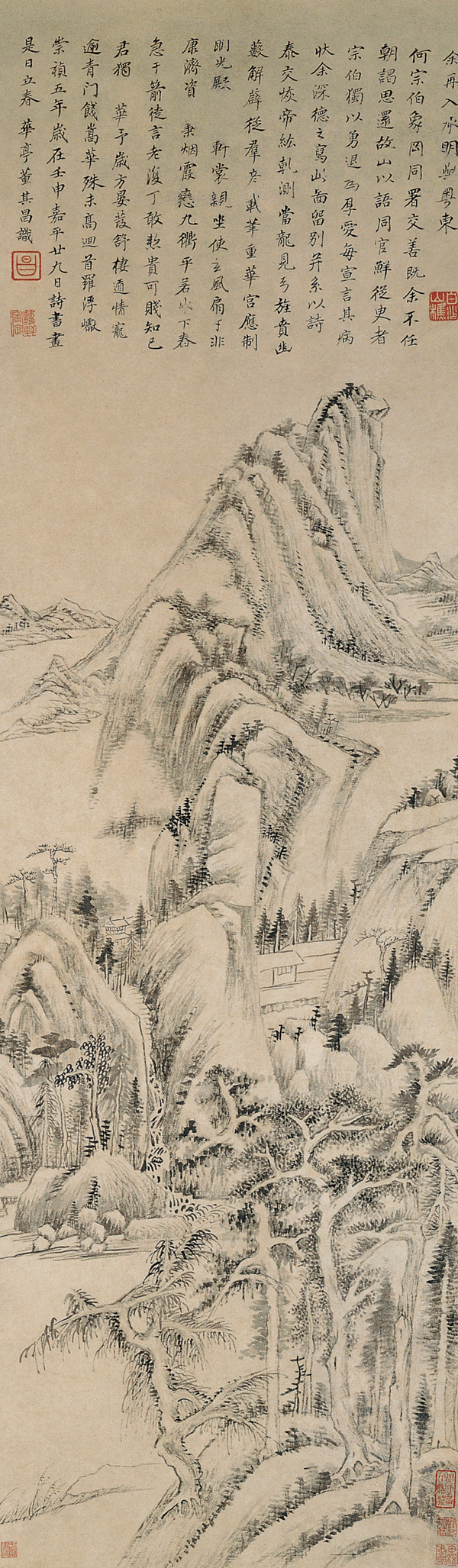
Montañas escarpadas y aguas silenciosas. 1632. Rollo vertical, tinta sobre papel, 102.5 × 30.3 cm.  Fort Worth (Texas): Museo de Arte Kimbell.
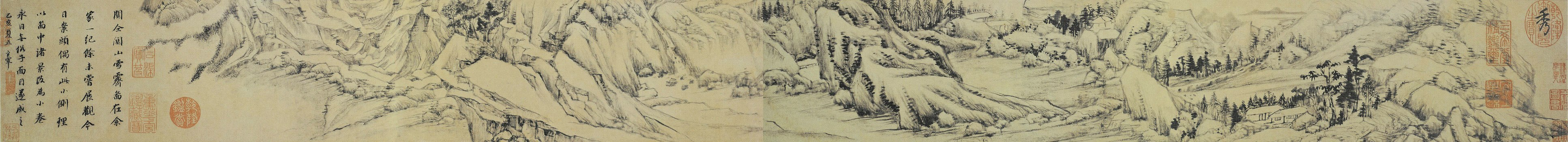
Pasos en la montaña que se despejan tras una nevada. 1637. Rollo horizontal, dimensiones de la pintura: 13 × 142 cm. Museo del Palacio de Pekín.
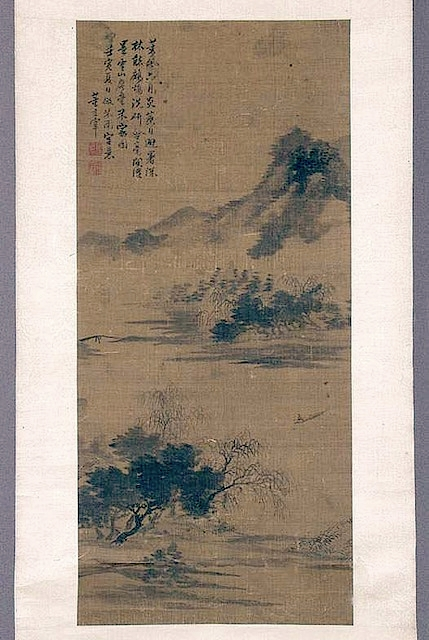
En el silencio de un lago de montaña. Ca. 1602. Varsovia: Museo Nacional de Varsovia.
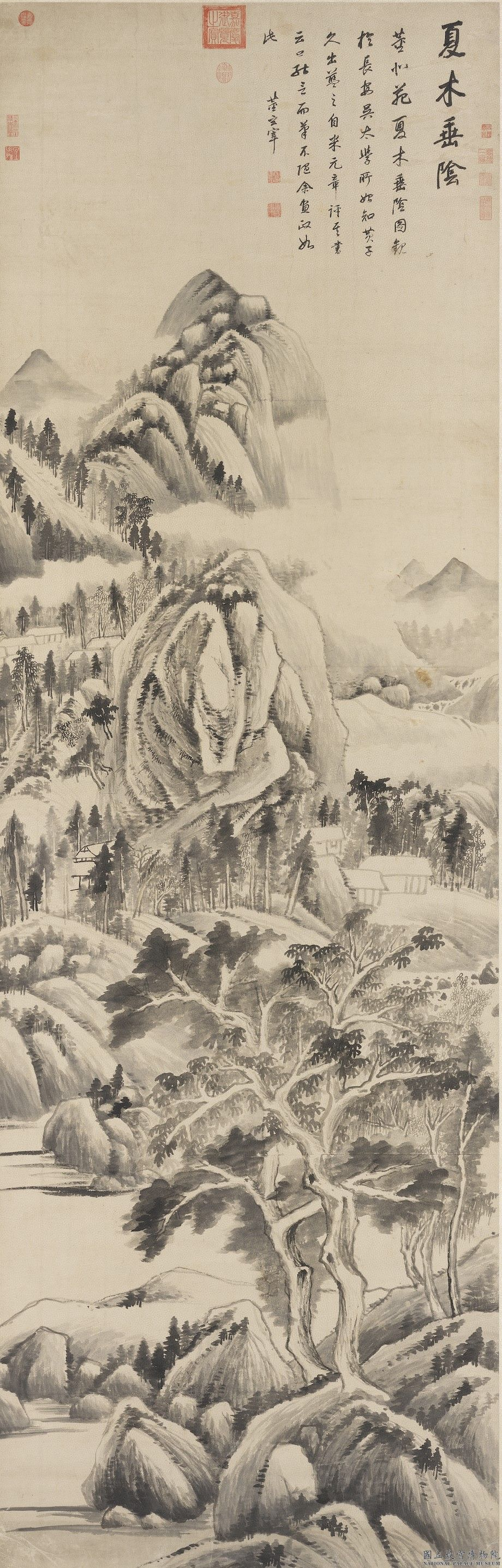
Árbol en verano con sombra. Taipéi: Museo Nacional del Palacio.